# Pozitivna psihologija na delovnem mestu
Pozitivna psihologija na delovnem mestu se ukvarja z odkrivanjem in promoviranjem dejavnikov, ki tako posameznikom, kot tudi skupinam omogočajo razvijanje in optimalno delovanje. Na  tem področju obstaja mnogo raziskav, ki preučujejo dobro počutje (angl. well-being) na delovnem mestu, veselje, optimizem in njihove povezave z učinkovitostjo na delovnem mestu . 

## Pozitivna psihologija
Pozitivna psihologija vključuje preučevanje vsega, kar je povezano z zadovoljstvom in njemu sorodnimi pojavi ter se osredotoča na tisto, kar je dobro in funkcionalno. Življenje posameznika želi narediti čim bolj produktivno in izpopolnjeno ter skuša prepoznati in razvijati talentirane in nadarjene ljudi. Njen cilj je odvrniti pozornost od napak pri ljudeh in se osredotočati na njihove prednosti ter biti sredstvo za poudarjanje in razvijanje dobrega počutja, blaginje in dobrega življenja. Dokazano je bilo, da vključitev pozitivnih čustev tako v vsakdanjem življenju, kot tudi na delovnem mestu pripomore k fleksibilnosti ljudi, učinkovitemu reševanju problemov ter postavljanju in izbiranju pravih odločitev . 

Pozitivna psihologija je tako postala izraz, ki se uporablja za spodbujanje in organiziranje raziskav, programov in študij o prednostih, vrlinah, odličnosti, uspešnosti, prožnosti ter optimalnem delovanju na splošno .

#### Pozitivno delovno mesto
Delovno mesto zahteva veliko od posameznika. Nenehna pozornost na detajle ter opravljanje več nalog hkrati, preusmerjajo našo pozornost od bistva, zato je pomembno, da se na delovnem mestu dobro počutimo. Pozitivnost ustvarja prijetno okolje, v katerem si ljudje želijo delati. To bo privedlo do višje ravni učinkovitosti  ter posledično do nižje ravni odsotnosti z dela. Delovno mesto je torej pomemben vir posameznikovega dobrega počutja. Ko je delovno mesto načrtovano in vodeno tako, da ustvari pomen za zaposlene, so ti na splošno bolj zdravi in srečni. Slednji so bolj produktivni, ustvarjajo boljše produkte in bolje izvajajo storitve za svoje stranke in druge, s katerim sodelujejo in poslujejo. 
Delo samo po sebi ne more narediti zaposlenega srečnega, vendar posameznik ne more biti resnično srečen, če je pri delu nesrečen. Pozitivno delovno mesto zato predstavlja mesto, ki je posamezniku prijetno in kjer se zaposleni medsebojno razumejo in spoštujejo . 

Pozitivna psihologija in s tem pozitivno obnašanje zaposlenih torej vplivata na odnose v organizaciji ter na njeno uspešnost. V organizacijskem smislu je pozitivno obnašanje tisto obnašanje, ki je usklajeno z vrednotami v organizaciji, kot so integriteta, odličnost, kakovost, timsko delo, razvoj zaposlenih in odprta komunikacija . 

Dobro počutje zaposlenih se nanaša na fizično in psihično zdravje delovne sile. Z rastjo blaginje v družbi, so razlike v dobrem počutju ljudi čedalje manj povezane z njihovimi prihodki in čedalje bolj z lastnostmi, kot so medsebojni odnosi in zadovoljstvo. Ljudje, ki so visoko na lestvici dobrega počutja, imajo višje prihodke in so bolj uspešni na delovnem mestu, kot ljudje, ki so na tej lestvici nizko. Zadovoljni zaposleni so boljši sodelavci – pomagajo sodelavcem na različne načine in imajo boljše socialne odnose. Psihično dobro počutje je pomembno za organizacije, saj je njihov glavni motivacijski dejavnik. Zaposleni z visoko stopnjo dobrega počutja povečujejo uspešnost organizacij in jim tako prinašajo neposredne koristi. Dobro počutje ni stalno in nespremenljivo, zato se morajo v organizacijah vedno truditi, da so njihovi zaposleni zadovoljni .

## Pozitivno organizacijsko vedenje
Koncept temelji na pozitivno orientiranih prednostih človeških zmožnosti in sposobnosti, ki jih lahko merimo, razvijamo in upravljamo v smeri izboljševanja uspešnosti in učinkovitosti na delovnem mestu. Omenjene zmožnosti vključujejo samozavest, upanje, optimizem in prožnost. Cilj je izboljšati človeške pogoje za rast in razvoj ter narediti posameznike, skupine, organizacije in družbo bolj učinkovite . 

Pozitivno organizacijsko vedenje se nanaša na pozitivni pristop za preučitev želenega vedenja na delovnem mestu in se lahko šteje kot prvi korak pri izgradnji želenega mostu med negativnim in pozitivnim vedenjem ter vpliva na uspešnost na delovnem mestu, še posebej v hudih časih. Osredotoča se na položaj zaposlenih in njihovih značilnostih, ki jih je znotraj organizacije mogoče razvijati prek posredovanj na delovnem mestu in preko proaktivnega managementa. Ne osredotoča se več na to, kar je narobe s posamezniki, njihovim delovanjem in organizacijo, ampak poudarja posameznikove prednosti, pozitivne psihološke sposobnosti ter  uspešno delovanje v organizaciji. Pozitivno organizacijsko vedenje lahko razvijamo skozi treninge, različne programe na delovnem mestu ali pa ga razvijamo sami . 

#### Pozitivni psihološki kapital
Pozitivni psihološki kapital je konstrukt, ki predstavlja posameznikovo pozitivno zaznavo okoliščin in verjetnost za uspeh na temelju motivacije, truda in vztrajnosti. Je multidimenzionalen konstrukt, ki predstavlja posameznikovo pozitivno oceno določene situacije, razpoložljivih psiholoških in personalnih virov ter verjetnost uspeha na osnovi lastnega truda, prizadevnosti in vztrajnosti . 

Psihološki kapital gradi in dodaja vrednost temu, kar posameznik že ima, kar zna, koga pozna in spodbuja razvoj posameznika od takšnega, kot je danes, do takšnega kakršen lahko postane v prihodnosti.

Rečemo lahko, da je pozitivni psihološki kapital produkt pozitivnega organizacijskega vedenja .

## Pozitivna psihološka gibanja v podjetjih
Pozitivna psihološka gibanja v podjetjih so se začela pojavljati okoli leta 2002. Največ objav na temo pozitivne psihologije v podjetjih je bilo med letoma 2006 in 2008. Od leta 2009 dalje, pa se predvsem povečuje število objav na temo pozitivnega vodenja, pozitivnega psihološkega kapitala in pozitivnega organizacijskega vedenja. 
Kot del pozitivnega psihološkega gibanja pa so se začele razvijati različne teorije in raziskave o pozitivnih psiholoških lastnostih, ki so variirale glede na avtorja in družbeno okolje. Tako so številni avtorji razvili različne teorije oziroma konstrukte, ki temeljijo na pozitivni psihologiji . 

V nadaljevanju v Tabeli 1, so na kratko prikazani najpomembnejši konstrukti, ki se osredotočajo predvsem na pozitivno psihologijo na delovnem mestu.

Tabela 1. Pregled najpomembnejših teorij pozitivnega psihološkega gibanja v podjetjih 
| Avtor                | Ime teorije                           | Kratek opis teorije |
| -------------------- | ------------------------------------- | --- |
| Barrick in Mount     | Pet velikih osebnostnih lasnosti      | Model vključuje vestnost, čustveno stabilnost, ekstravertnost, naklonjenost in odprtost za učenje ter dokazano vpliva na uspešnost v podjetju. Omenjene lastnosti so povezane z individualnimi izidi (veselje, fizično in psihično zdravje, duhovnost), interpersonalnimi izidi (kakovostno razmerje z vrstniki in družino) ter organizacijskimi izidi (poklicna izbira, zadovoljstvo, učinkovitost, sodelovanje, politične aktivnosti) .                                                                                            |
| Peterson in Seligman | Šest kategorij človekovih vrlin       | Gre za klasifikacijo karakternih prednosti posameznika v več kategorij, in sicer so te: razumnost in znanje, pogum, človekoljubnost, pravičnost, treznost ali vzdržnost ter transcedentnost . |
| Snyder in Lopez      | Šest pozitivnih psiholoških pristopov | Model klasificira pristope pozitivne psihologije glede na čustveno osredotočenost (dobro počutje), poznavalno osredotočenost (samozavest, razumnost), osredotočenost nase (avtentičnost, humanost), interpersonalno osredotočenost (odpuščanje, hvaležnost, empatija), biološki pristop (žilavost) in pristop na višji ravni (spiritualnost) . |
| Fredrickson          | Fredricksonov model                   | Model predpostavlja, da pozitivna čustva pomagajo zgraditi intelektualne, fizične, družbene in psihološke vire. Pozitivnost se v tem primeru razširja preko individualne na organizacijsko raven . |
| McGregor             | Teorija X in Y                        | S teorijo X in Y McGregor opredeli dva različna tipa ljudi. Teorija X se nagiba k temu, da so ljudje v splošnem slabi, da nimajo radi dela in, če je le mogoče, se mu izogibajo. Nadrejeni morajo zaposlene siliti k delu, velikokrat tudi z grožnjo. Teorija Y pa se nagiba k temu, da so ljudje v splošnem dobri. Zaposleni radi delajo in so pripravljeni trdo delati. Zaposlene ni treba siliti k delu, saj radi sprejemajo odgovornost za delo. Pri teoriji Y je že mogoče zaznati nagibanje na pozitivnost na delovnem mestu . |
| Cameron in Caza      | Pozitivne organizacijske študije      | To so študije tega, kar je v organizacijah pozitivno, uspešno in življenjsko. Pozitivnost se nanaša na oplemenitev procesov in izidov v organizacijah. Organizacijsko se nanaša na interpersonalne in strukturne aktivnosti v in med organizacijami. Študije pa se nanašajo na znanstvene, teoretično izvirajoče in natančne raziskave, ki ugotavljajo, kaj je pozitivnega v organizacijah . |
| Avolio in Gardner    | Avtentično vodenje                    | Je konstrukt, ki vključuje samozavest, uravnoteženo sprejemanje odločitev, etično moralo in transparentnost. Ne opredeljuje sloga vodenja, ki bi ga moral vodja privzeti, ampak izpostavlja osebnost vodje, ki naj sledi svojemu značaju . |
| Peterson             | Pozitivna organizacijska psihologija  | Je znanost o pozitivnih subjektivnih izkušnjah (sreča, dobro počutje, veselje, upanje, optimizem in pozitivna čustva), pozitivnih lastnostih posameznika (talenti, interesi, ustvarjalnost, modrost, vrednote in značajske prednosti) in pozitivnih institucijah (pozitivne družine, šole podjetja, skupnosti in družbe) . |

## Evstres
Večina raziskav na področju stresa se usmerja na negativne posledice stresa, ki ga posameznik doživlja na delovnem mestu. 

Evstres pa predstavlja pozitivno obliko stresa, ki ima pozitiven učinek na organizem, ker se le-ta nanj pozitivno odzove. Prvi ga je definiral madžarski endokrinolog Hans Selye. Je del komuntinuuma, na katerem na drugi strani leži stres. Evstres nenehno opozarja posameznika, da je stresor lahko izziv (ne le grožnja) ter mu daje vitalno energijo za spoprijemanje z različnimi zunanjimi in notranjimi dejavniki stresa. Evstres igra v življenju posameznika pomembno vlogo. Brez njega bi postal depresiven in se začel spraševati o pomenu življenja. Ne bi si prizadeval dosegati zadane cilje, bil bi brez izzivov, zjutraj bi se zbujal brez pravega razloga. Evstres imenujemo tudi pozitiven stres, ki omogoča ohranjanje zdravja in zadovoljstva. Ko doživljamo evstres, adrenalin uporabljamo za aktivacijo našega telesa in misli. Na ta način učinkoviteje razmišljamo, sprejemamo odločitve, se razvijamo, poleg tega pa tudi doživljamo in ohranjamo pozitivne trenutke v našem življenju . 

### Evstres na delovnem mestu
Je nadzorovana stopnja stresa, katerega rezultati se odražajo v opaženi učinkovitosti zaposlenega, v dobrih delovnih rezultatih, vrhunskih dosežkih. Zaposleni, ki doživlja evstres, bo npr. uspešen pri argumentaciji svojih stališč, imel bo prepričljiv govor, tak športnik pa bo dosegel vrhunski rezultat. Na delovnem mestu evstres najpogosteje doživimo ob npr. napredovanju, doseženem cilju, ko smo vznemirjeni, se naučimo nekaj zanimivega, ko odkrijemo novo strast in tako dalje . 
 

Kljub temu, da so rezultati evstresa pozitivni, se moramo zavedati, da lahko preveč evstresa tudi škoduje našemu organizmu. Zato je pomembno, da se občasno sprostimo in skrbimo za uravnovešen stil življenja .

## Fenomeni
Fenomeni, s katerim se ukvarja pozitivna psihologija na delovnem mestu:

a) sreča,

b) veselje,

c) zavzetost, 

č) zanos pri delu,

d) motiviranost,

e) nadarjenost,

f) samozavest,

g) upanje,

h) optimizem,

i) prožnost,

j) čuječnost.